# Alfred Hoffmann (Eishockeyspieler)
Alfred „Eipe“ Hoffmann (* 20. Dezember 1914 in Berlin; † 4. Juli 1983 in Garmisch-Partenkirchen) war ein deutscher Eishockeytorwart.

## Karriere
Ursprünglich beim Berliner EV oder EC, wechselte Hoffmann 1935 zu den Zehlendorfer Wespen, einer der besten Berliner Mannschaften dieser Zeit. Er war im Vorbereitungskader zu den Olympischen Spielen 1936, nicht aber im endgültigen Kader. Bei den Weltmeisterschaften 1938 und 1939 hütete er das Tor der Nationalmannschaft des Deutschen Reichs. Zum 15. Oktober 1942 wurde er zum SS-Untersturmführer befördert (SS-Nummer 491.426).
Nach dem Zweiten Weltkrieg spielte er für den SC Riessersee, mit dem er 1948 und 1950 die deutsche Meisterschaft gewann. Mit der deutschen Nationalmannschaft nahm er an den Olympischen Winterspielen 1952 in der norwegischen Hauptstadt Oslo sowie 1956 in Cortina d’Ampezzo teil. Bei der Eishockey-Weltmeisterschaft 1953 in der Schweiz gewann der gebürtige Berliner mit der Mannschaft der Bundesrepublik Deutschland die Silbermedaille. Später wurde er in die Hall of Fame des deutschen Eishockeys aufgenommen.